# 許水龍
許水龍，臺灣教師，曾任台北市立景美國民中學教務主任、性別平等委員會代表，後因以下體觸碰特教班約聘女教師並襲胸，且濫用職權壓下此事，為監察院彈劾去職。
許水龍於2017年1月3日上午8時45分，在景美國中之總務處旁影印室內自特教班約聘女教師後方以雙手環抱，再以下體頂向其腰部至臀部間之位置。地檢署對之提起公訴。事後要求事務組長做偽證遭拒。監察委員高鳳仙、江綺雯為此提案彈劾許水龍，監察院於2018年1月18日通過該案，移送公務員懲戒委員會審理。
監委江綺雯指出，事後許水龍曾要求事務組長謊稱事發當天他跟訪客說完話後就直接上樓，遭到事務組長拒絕，而許水龍在被申訴當天還參與危機處理會議，並希望輔導主任關切該名女老師。地檢署調閱光碟時，在該校函文及簽呈中核章，許水龍也未依法迴避。